# Frank Farina
Frank Farina (ur. 5 września 1964 w Darwin, Terytorium Północne) – australijski piłkarz, obecnie trener piłkarski, były selekcjoner reprezentacji Australii i reprezentant tego kraju. W latach 1988–1995 występował w klubach europejskich.

## Kariera piłkarska
Farina wychował się w stanie Queensland i w Papui-Nowej Gwinei. W 1981 otrzymał stypendium Australijskiego Instytutu Sportowego (AIS) i rok później został zawodnikiem profesjonalnego klubu Canberra Arrows. Farina występował w wielu dobrych klubach NSL (obecnie A-League), czyli 1. ligi Australii. W 1987, w barwach Marconi Stallions był najlepszym strzelcem ligi. W 1988 opuścił Australię i występował w belgijskim Club Brugge, w którym w 1990 wywalczył tytuł króla strzelców Eerste Klasse, zaś w 1991 został uznany najlepszym zagranicznym graczem ligi. Później Farina występował w wielu ligach europejskich, w Anglii, Włoszech i Francji. W 1995 powrócił do Australii, gdzie zakończył zawodniczą karierę w Brisbane Strikers. W reprezentacji Australii zagrał 37 razy (w latach 1984–1995) i zdobył 10 bramek. W 1988 OFC wybrała go najlepszym piłkarzem roku w Oceanii.

## Kariera trenerska
Farina rozpoczął karierę trenerską od ogromnego sukcesu, jakim było wywalczenie mistrzostwa Australii z Brisbane Strikers w 1997 roku. Później odnosił sukcesy w klubach w swoim kraju, a w 1999 został trenerem reprezentacji, z którą dwukrotnie (2000, 2004) wywalczył Puchar Narodów Oceanii. W 2001 przegrał po barażu z Urugwajem eliminacje do Mistrzostw Świata 2002. Farina prowadził również drużynę na Pucharze Konfederacji. Drużyna pod jego wodzą odniosła wiele cennych zwycięstw, jednak jedynie w meczach towarzyskich. W 2004 roku Farina zaczął być krytykowany przez australijskie media. W 2005, po nieudanym Pucharze Konfederacji w Niemczech został zwolniony, a jego miejsce zajął Guus Hiddink. Obecnie Farina jest felietonistą sportowym.